# Nahanarvali
Nahanarvali, znani tudi kot Nahavali, Naha-Narvali in Nahanavali, so bili germansko pleme, ki jih omenja rimski učenjak Tacit v svoji Germania.
Po Tacitu so bili Nahanarvali eno od petih najmočnejših plemen Lugijcev, ki so živela med Odro in Vislo. Tacit omenja Naharvale kot skrbnike svetišča Lugijcev, gaja, posvečenega bogovima dvojčkoma Alkisu.
Besedilo Tacita (Germania, 43)
| Svebijo deli in razpolavlja neprekinjeno gorovje, onstran katerega živi množica plemen. Ime Lugi, ki je razširjeno med številnimi državami, je najbolj razširjeno. Dovolj bo, če omenimo najmočnejše, to so Hari, Helvekoni, Manimi, Helisi in Nahanarvali. Med temi zadnjimi je prikazan gaj nedavne svetosti. Za to skrbi duhovnik v ženski obleki. Božanstvi sta v rimski interpretaciji opisana kot Kastor in Poluks. Takšni so pravzaprav atributi božanstva, ime pa mu je Alcis. Nimajo nobenih podob ali res kakršnih koli ostankov tujega vraževerja, toda božanstvi častijo kot brata in mlada. | dirimit enim scinditque Suebiam continuum montium iugum, ultra quod plurimae gentes agunt, ex quibus latissime patet Lugiorum nomen in plures civitates diffusum. valentissimas nominasse sufficiet, Harios, Helveconas, Manimos, Helisios, Naharvalos. apud Naharvalos antiquae religionis lucus ostenditur. Praesidet sacerdos muliebri ornatu, sed deos interpretatione Romana Castorem Pollucemque memorant. ea vis numini, nomen Alcis. nulla simulacra, nullum peregrinae superstitionis vestigium; ut fratres tamen, ut iuvenes venerantur. |

Medtem ko Tacit ni omenil Silingov niti lokacij Nahanarlov, se domneva, da so bili Silingi, znani po zapisih Ptolemaja, na približno istem območju.